# Pilocrocis glaucitalis
Pilocrocis glaucitalis là một loài bướm đêm trong họ Crambidae.